# Hydropsyche orakaivai
Hydropsyche orakaivai là một loài Trichoptera trong họ Hydropsychidae. Chúng phân bố ở miền Australasia.